# Референдум в Сан-Марино (2016)
Четыре референдума в Сан-Марино прошли 15 мая 2016 года. Для подтверждения предложения за него должны были проголосовать большинство избирателей при кворуме не менее 25%. Хотя все 4 предложения получили большинство голосов, только три из четырёх референдумов набрали кворум и оказались действительны.

## Вопросы
Избиратели должны были высказать своё отношение к четырём предложениям. Предложения включали изменения избирательного закона с тем, чтобы оставить при выборах голос за одного предпочтительного кандидата вместо голосования за партию или коалицию. Предлагалось отменить закон 2015 года, изменивший закон об экономическом развитии 1992 года. Полностью отменялся кворум на референдуме для признания референдума действительным. Кроме этого, предлагалось установить максимальную зарплату для государственных служащих в €100 000.
Перед избирателями были поставлены следующие вопросы:
1. Хотите ли вы, чтобы каждый избиратель, гражданин, проживающий в Республике Сан-Марино или проживающий за границей, по случаю проведения всеобщих выборов, мог высказать предпочтение одному кандидату, принадлежащему к избирательному списку? 
 итал. « Volete voi che ogni elettore, sia il cittadino residente nella Repubblica di San Marino, sia il cittadino residente all'estero, in occasione delle elezioni politiche generali, possa manifestare un'unica preferenza per un unico candidato appartenente alla lista prescelta? »
2. Хотите ли вы, чтобы был отменён закон 137 от 7 августа 2015 года, озаглавленный «Поправки к Закону 29 января 1992 года 7 — Генеральный план (P.R.G.) для осуществления мер экономического развития»? 
 итал. « Volete voi abrogare la Legge 7 agosto 2015 n.137, intitolata 'Modifiche alla Legge 29 gennaio 1992 n.7 - Piano Regolatore Generale (P.R.G.) per l'attuazione di interventi di sviluppo economico'? »
3. Хотите ли вы изменений существующего закона о референдуме, утверждающих:
а) то, что предложение, касающееся любого типа референдума утверждается, если он получает простое большинство действительных голосов, устраняя кворум в 25% действительных голосов, в соответствии с действующим законодательством;
б) то, что подлинность подписей инициаторов предложения референдума не может быть заверена только нотариусом или Гражданским государственным регистратором, но и совместно или по отдельности членами инициативного комитета по проведению референдума с предварительным указанием об их уголовной и гражданской ответственности ? 
 итал. « Volete sia modificata la vigente Legge sul Referendum, prevendendo:
a) che la proposta relativa ad ogni tipo di referendum sia approvata se ottiene la maggioranza semplice dei voti validamante espressi, eliminando il quorum del 25% dei voti validi previsti dall'attuale legge;
b) che l'autenticità delle firme dei sottoscrittori della proposta referendaria possa essere non solo dichiarata dal Notaio o dall'Ufficiale di Stato Civile, ma anche congiuntamente o disgiuntamente da componenti del comitato promotore del referendum preventivamente indicati, sotto la loro responsabilità penale e civile? »
4. Хотите ли вы, чтобы вознаграждение работников государственных, общественных органов или других государственных компаний, Государственного автономного института социального обеспечения, Единого суда, Центрального банка Республики, в том числе высших постов таких органов, не превышало бы сто тысяч евро брутто в год, считая пособия и консультации? 
 итал. « Volete che la retribuzione del personale dipendente dello Stato, di Enti Statali o comunque a partecipazione statale, Aziende Autonome di Stato, Istituto per la Sicurezza Sociale, Tribunale Unico, Banca Centrale della Repubblica, comprese le posizioni apicali di tali Enti, non superi Euro centomila annui lordi, comprese indennità e consulenze? »

## Результаты

### Один преференциальный голос
| Выбор                               | Голоса | %     |
| ----------------------------------- | ------ | ----- |
| За                                  | 8 688  | 54,76 |
| Против                              | 7 177  | 45,24 |
| Недействительных/пустых бюллетеней  | 244    | –     |
| Всего                               | 16 109 | 100   |
| Зарегистрированных избирателей/Явка | 33 896 | 47,52 |
| Кворум                              | –      | 25,63 |
| Источник: Government of San Marino  |        |       |

### Отмена закона 137
| Выбор                               | Голоса | %     |
| ----------------------------------- | ------ | ----- |
| За                                  | 7 854  | 49,65 |
| Против                              | 7 957  | 50,35 |
| Недействительных/пустых бюллетеней  | 310    | –     |
| Всего                               | 16 112 | 100   |
| Зарегистрированных избирателей/Явка | 33 896 | 47,53 |
| Кворум                              | –      | 23,14 |
| Источник: Government of San Marino  |        |       |

### Отмена кворума
| Выбор                               | Голоса | %     |
| ----------------------------------- | ------ | ----- |
| За                                  | 9 274  | 58,58 |
| Против                              | 6 558  | 41,42 |
| Недействительных/пустых бюллетеней  | 279    | –     |
| Всего                               | 16 111 | 100   |
| Зарегистрированных избирателей/Явка | 33 896 | 47,53 |
| Кворум                              | –      | 27,36 |
| Источник: Government of San Marino  |        |       |

### Ограничение зарплаты госслужащих
| Выбор                               | Голоса | %     |
| ----------------------------------- | ------ | ----- |
| За                                  | 10 093 | 63,63 |
| Против                              | 5 770  | 36,37 |
| Недействительных/пустых бюллетеней  | 250    | –     |
| Всего                               | 16 113 | 100   |
| Зарегистрированных избирателей/Явка | 33 896 | 47,54 |
| Кворум                              | –      | 29,78 |
| Источник: Government of San Marino  |        |       |